# Rue de la Paix (Metz)
Pour les articles homonymes, voir Rue de la Paix.
La rue de la Paix est une voie de la commune française de Metz.

## Situation et accès
La rue se trouve dans Metz-Centre.

## Origine du nom
La rue a été nommée rue de la Paix à l'occasion d'une cérémonie, en mémoire du traité de paix d'octobre 1797.

## Historique
La rue est créée à travers l'abbaye Saint Louis en 1797 selon les plans du maréchal duc de Belle-Isle,.
La rue comptait 49 habitants d'après le recensement de 1802.

## Bâtiments remarquables et lieux de mémoire
Au n° 1 se trouvait un confiseur en 1870.